# Josef Stehle
Josef Stehle (* 1800 in Hechingen; † im 19. Jahrhundert) war ein hohenzollern-hechinger und preußischer Beamter.
Stehle studierte Rechtswissenschaften und war 1829 bis 1830 Rechtskandidat in Hechingen. Dort wurde er 1830 zum Hofkammeraktuar und 1832 zum Justizkanzleiaktuar ernannt. Von 1834 bis 1839 wirkte er als Oberamtmann im Oberamt Hechingen (von April bis August 1834 zunächst als Amtsverweser). Zwischen 1839 und 1846 war er Justizrat und Stadtdirektor in Hechingen und 1846 bis 1851 Justizrat am Landesappellationsgericht in Hechingen. Seit dem Übergang von Hohenzollern-Hechingen zusammen mit Hohenzollern-Sigmaringen als Hohenzollernschen Lande an Preußen 1850 stand er im preußischen Verwaltungsdienst. Von 1852 bis zu seiner Pensionierung im Jahr 1854 war er Bezirkskassenrendant. 